# Rabobank
 Denne artikel omhandler banken Rabobank. Opslagsordet har også en anden betydning, se Rabobank (cykelhold).
Rabobank er en nederlandsk bank med rødder i landbruget og andelsbevægelsen. Den blev stiftet i 1972 ved en fusion mellem Coöperatieve Centrale Raiffeisen-Bank i Utrecht og Coöperatieve Centrale Boerenleenbank i Eindhoven.
I brede, internationale kredse er Rabobank mest kendt for at sponsere cykelholdet Rabobank (nu Team Visma-Lease a Bike) fra 1996 til 2013.